# Pautsjärv
Pautsjärv (est. Pautsjärv) – jezioro w Estonii, w prowincji Valgamaa, w gminie Karula. Położone jest na południe od wsi Rebasemõisa. Ma powierzchnię 2 ha linię brzegową o długości 546 m, długość 210 m i szerokość 150 m. Sąsiaduje z jeziorami Ähijärv, Ahnõjärv, Vihmjärv, Kuikli, Suur-Apja. Położone jest na terenie Parku Narodowego Karula.